# Cartellodes
Cartellodes là một chi bướm đêm thuộc họ Geometridae.